# A-390
La A-390 es una carretera andaluza en la provincia de Cádiz.
La carretera une Chiclana de la Frontera con Medina Sidonia. Es un eje oeste-este entre la Costa de la Luz y el centro de la provincia. En su recorrido tiene una salida hacia la pedanía de El Berrueco.
También se llama Carretera de Medina, que es como popularmente se le conoce.
La carretera empieza en la salida 7 de la A-48 (San Fernando-Vejer) y se dirige hacia el este hasta conectar con la A-381 (Jerez-Los Barrios) poco después de pasar junto a Medina Sidonia.
Esta carretera ha sido recientemente asfaltada para mejorar sus prestaciones; de hecho, ha visto aumentado su tráfico al ser parte del itinerario más corto entre Cádiz y la Bahía de Algeciras. El recorrido por A-7 + A-390 + A-381 representa un recorte de casi 20 km comparado la ruta tradicional costera (A-7 + N-340).
Por último, pertenece a la red de Carreteras de Andalucía.